# Ukari Figgs
Ukari Figgs, née le 31 mars 1977 à Georgetown, au Kentucky, est une joueuse et entraîneuse américaine de basket-ball. Elle évolue durant sa carrière au poste d'arrière.

## Palmarès
- Championne NCAA 1999
- MOP du championnat NCAA 1999